# Fürth (Odenwald)

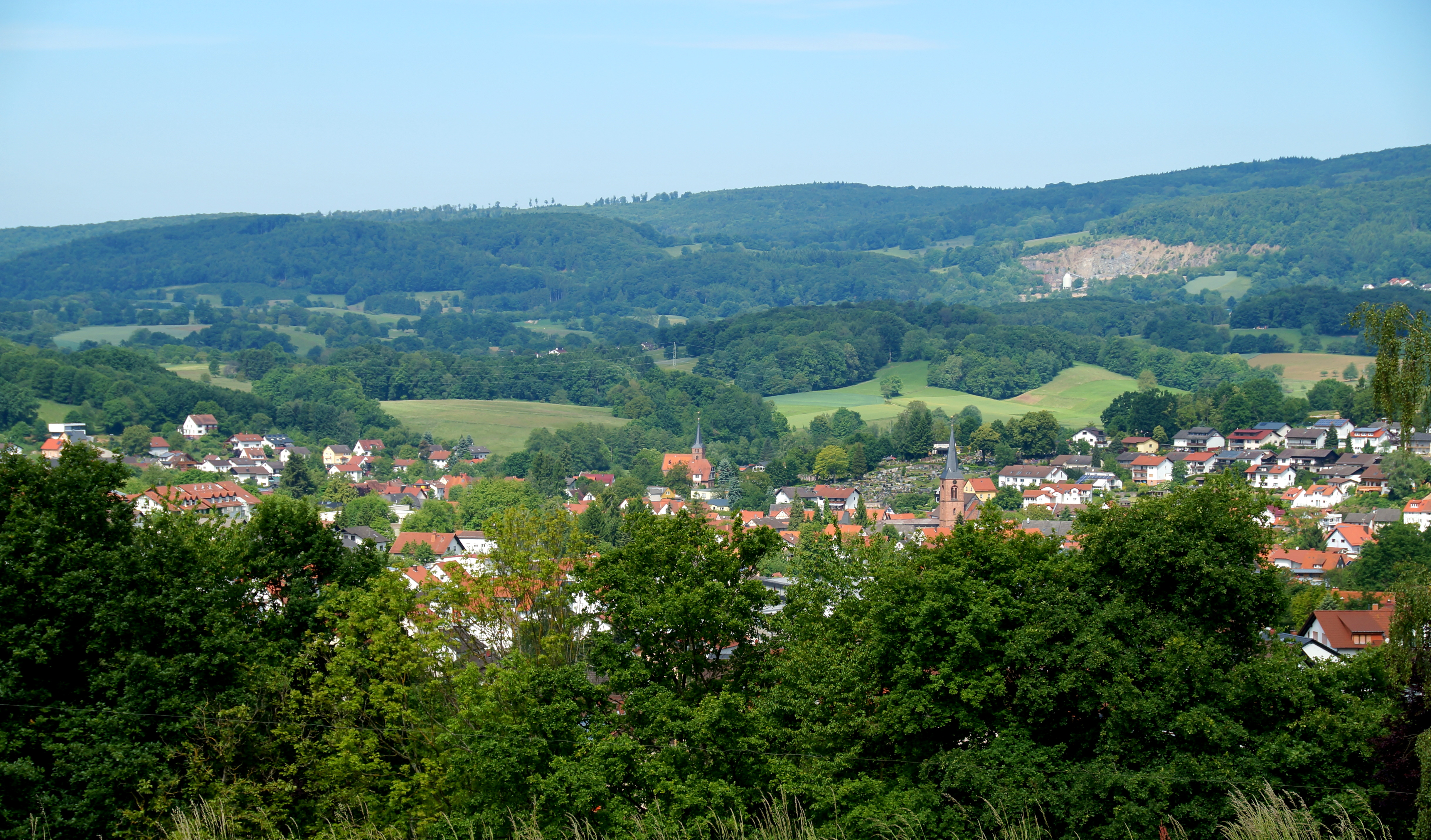
Fürth im Odenwald, fotografiert vom „Scheppel“

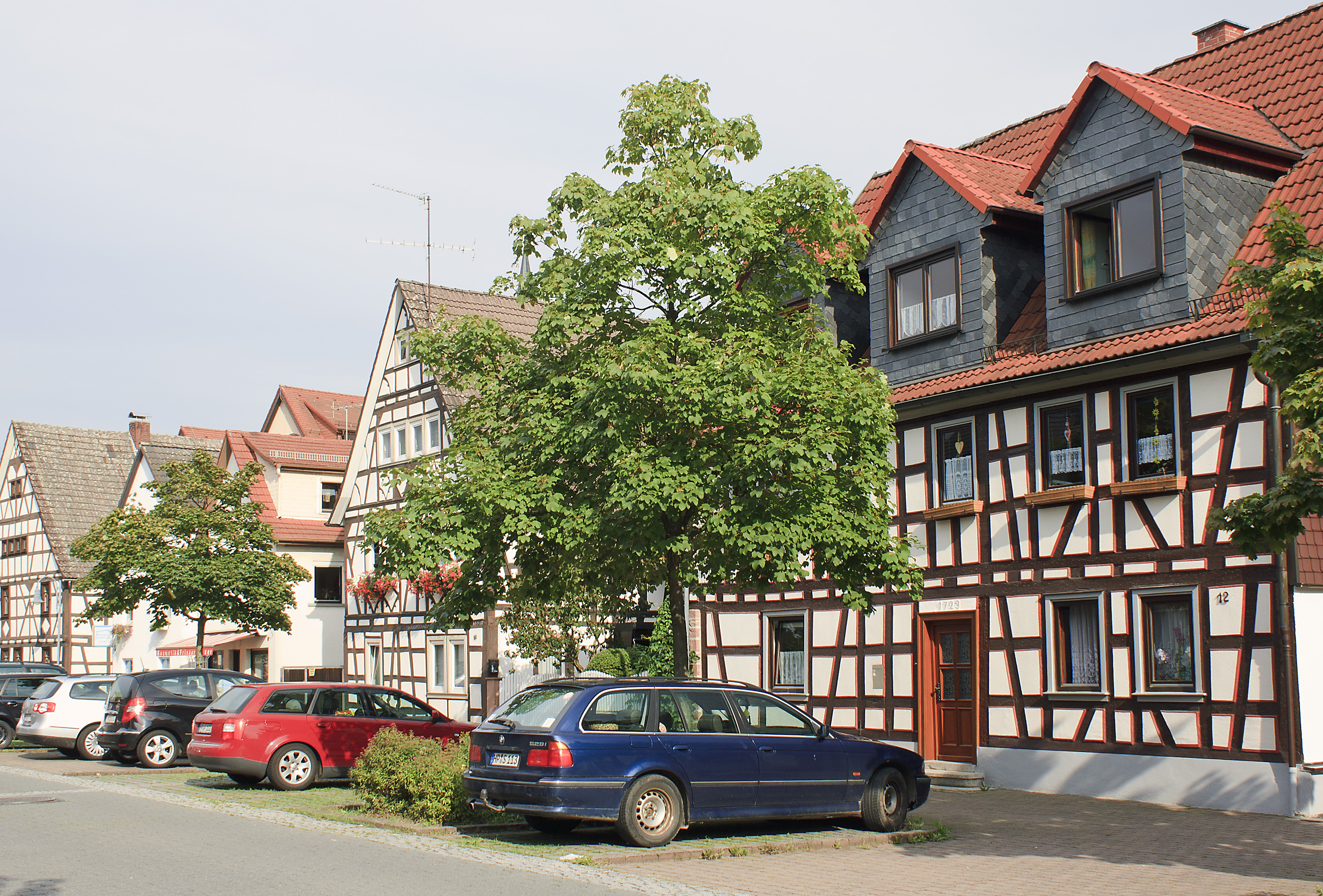
Fachwerkhäuser prägen das Ortsbild

Fürth ist eine Gemeinde im südhessischen Landkreis Bergstraße. Sie ist staatlich anerkannter Erholungsort und Sitz eines Amtsgerichts.

## Geographie

### Geographische Lage
Das Gemeindegebiet von Fürth liegt im Vorderen Odenwald im Oberen Weschnitztal. Die Kerngemeinde und einige weitere Ortsteile liegen direkt an der Weschnitz, die südwestlich nach Weinheim fließt und bei Biblis in den Rhein mündet. Andere Ortsteile liegen oberhalb des Talgrundes und in Seitentälern. Die Landschaft ist Teil des Geo-Naturpark Bergstraße-Odenwald. Der Ortsname rührt wohl von einer einstigen Furt durch die Weschnitz her. Höchste Erhebung ist der 536 Meter hohe Wagenberg an der südöstlichen Gemeindegrenze, der nördliche Endpunkt des Höhenzuges, der sich nach Süden bis hinter die Tromm hinzieht und das Weschnitztal von der Region Überwald trennt.

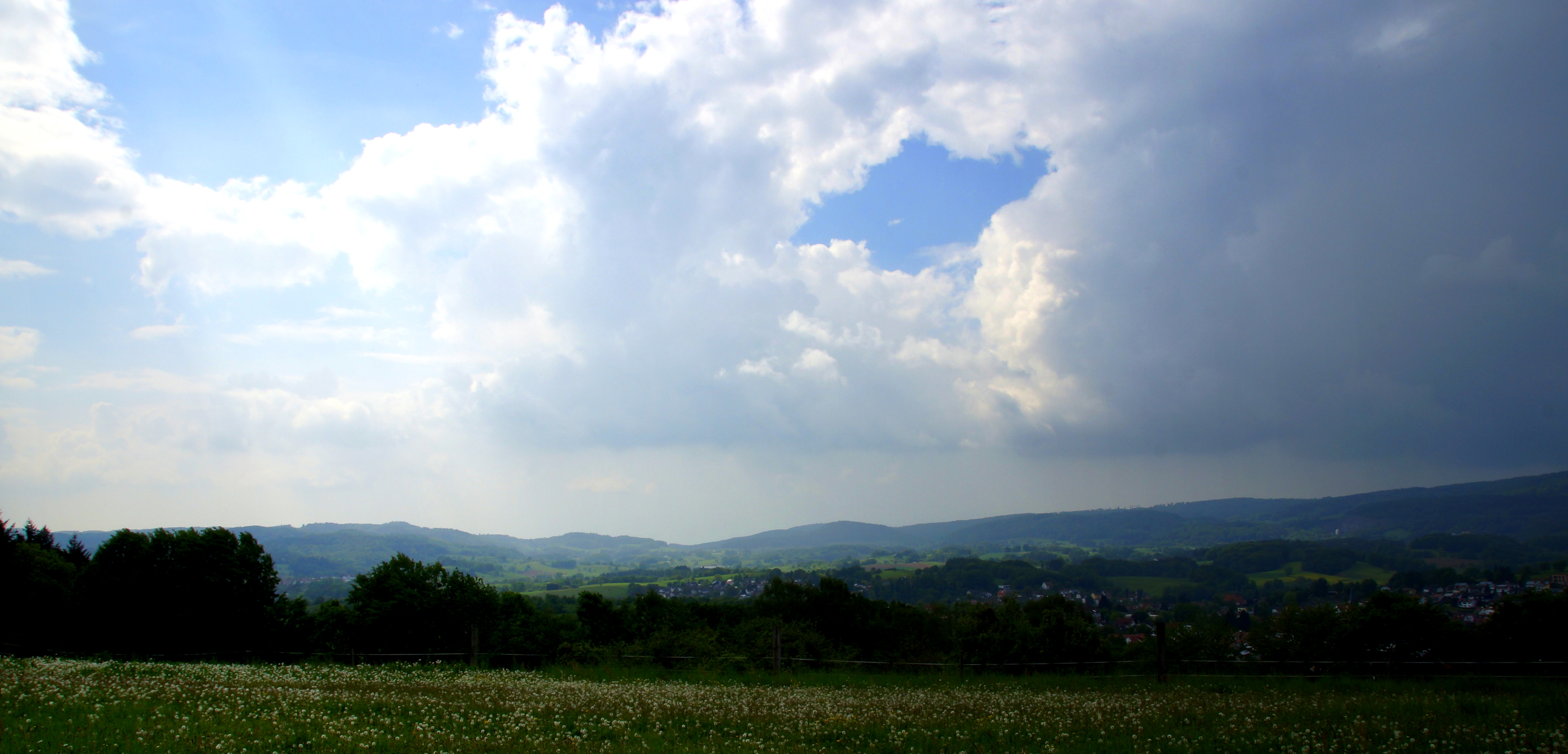
Weschnitztal Blick von einer Anhöhe bei Fürth-Steinbach

### Nachbargemeinden
Fürth grenzt im Norden an die Stadt Lindenfels und im Nordosten an die Gemeinde Reichelsheim. Im Osten gibt es eine kurze gemeinsame Grenze mit Mossautal-Hiltersklingen. Im Südosten grenzt die Gemeinde Grasellenbach und im Süden und Südwesten die Gemeinde Rimbach an. Im Nordwesten gibt es eine kurze gemeinsame Grenze mit dem Heppenheimer Stadtteil Mittershausen-Scheuerberg und mit der Waldgemarkung der Heppenheimer Kernstadt.

### Gemeindegliederung
Neben der Kerngemeinde Fürth gibt es elf weitere Ortsteile: Brombach, Ellenbach, Erlenbach, Fahrenbach, Kröckelbach, Krumbach, Linnenbach, Lörzenbach, Seidenbach, Steinbach und Weschnitz mit dem Weiler Leberbach. Der Weiler Altlechtern gehört in die Gemarkung von Fürth.

### Klima
In Fürth im Odenwald herrscht ein deutlich kühleres Klima als an der benachbarten Bergstraße. In den Wintermonaten macht sich dies oft durch eine im Vergleich zur Bergstraße größere Schneemenge bemerkbar. Andererseits ist die Gemeinde durch ihre geschützte Lage auch wetterbegünstigt und bleibt oft von Unwettern verschont.

## Geschichte

### Erwähnungen
In historischen Dokumenten ist der Ort unter folgenden Ortsnamen belegt (in Klammern das Jahr der Erwähnung):
| Furte (795)          | Furde (1023, 1094) | Fürte, Furte, (1344)          |
| Forte, Furte, (1349) | Furten (1350)      | Furte in dem Odenwalde (1355) |
| Pfürt (1418)         | Forte (1426)       | Furette (1431)                |
| Furette (1431)       | Führt (1611)       | Fürth (1612)                  |

### Von den Anfängen bis zum 18. Jahrhundert
Fürth entstand im Gebiet der ehemaligen „Mark Heppenheim“, einem Verwaltungsbezirk des Frankenreichs. Am 20. Januar 773 schenkte Karl der Große die Stadt Heppenheim nebst der ausgedehnten Mark Heppenheim dem Reichskloster Lorsch. Der Blütezeit des Klosters Lorsch, in dessen Gebiet Fürth lag, folgte im 11. und 12. Jahrhundert sein Niedergang. 1232 wurde Lorsch dem Erzbistum Mainz unterstellt. 1461 verpfändet dann Kurmainz diese Besitzungen an die Kurpfalz. Diese wechselte 1556 zum protestantischen Glauben und hob 1564 das Kloster auf.
Die erste urkundliche Erwähnung von Fürth erfolgte 795 unter dem Namen Furte in einem Dokument der Grenzbereinigung zum Besitz des Klosters Lorsch in der Mark Heppenheim. Durch die Schenkung Karls des Großen wurde das Kloster aufgewertet und dem Zugriff der Diözesen Mainz und Worms entzogen. Die damalige Mark Heppenheim umfasste den größten Teil des heutigen Landkreises Bergstraße und große Teile des heutigen Odenwaldkreises. In der Grenzbeschreibung von 773 wird Fürth nicht erwähnt, wohl aber der Welinehouc (Wahlenhügel, der heutige Kahlberg (520,6 m ü. NN)) zwischen dem heutigen Ortsteil Weschnitz und der Wegscheide. Ferner ist von Arezgreften, also Erzgruben, am Erzberg bei Weschnitz die Rede. Grenzstreitigkeiten zwischen dem Kloster Lorsch und der Diözese Worms führten 795 zur Einberufung eines Schiedsgerichtes auf dem Kahlberg bei Weschnitz, einer alten Versammlungs- und Gerichtsstätte unweit der heutigen Walburgiskapelle. Als Ergebnis dieses Schiedsgerichtes wurde eine neue Grenzbeschreibung festgelegt, die nun auch die wichtigsten Orte innerhalb der Grenzen der Mark Heppenheim benannte, nämlich Furte (Fürth), Rintbach (Rimbach), Morlenbach (Mörlenbach), Birkenowa (Birkenau), Winenheim (Weinheim), Heppenheim, Besinsheim (Bensheim), Urbach (Auerbach), Lauresham (Lorsch) und Bisestat (Bürstadt).
Die nächste Erwähnung erfolgte 1023, als Kaiser Heinrich II. dem Michaeliskloster auf dem Abrahamsberg die Übertragung von Lorscher Höfen unter anderem in Fürth bestätigte. Eine „Beschreibung der Huben und Erträge des Hofes Fürth“ (curiam Furde) aus dem Jahre 1023 zeigt die Entwicklung, die mit dieser Schenkung und der darauffolgenden Rodung und Urbarmachung durch Lorscher Mönche einherging: Von Fürth wird als „principalis curia“, also dem „ersten Hof“ gesprochen. Demnach war Fürth das wichtigste Verwaltungs- und fiskalische Zentrum Lorschs im Odenwald. Es folgt eine genaue Aufstellung der Erträge der Ländereien in den verschiedenen Orten. Außer Fürth selbst sind in diesem Zusammenhang erwähnt: Kolmbach, Nieder-Brombach, Fahrenbach, Krumbach, Ober-Brombach, Weschnitz, Alt(en)lechtern und Kröckelbach (absteigend nach Anzahl der Huben sortiert) als zinspflichtige Güter, ferner Steinbach als heuzehntpfichtiges Gut und Erlenbach als weidelandzehntpflichtiges Gut. In Fürth selbst, Weschnitz und Fahrenbach wird eine Mühle erwähnt. Auch ist aufgrund der anfallenden Erträge auf ein Vorhandensein der entsprechenden Handwerker zu schließen.
Um das Jahr 1100 wurden im Lorscher Codex, 64 Huben erwähnt, die zur vilication Fürth gehören, davon lagen 11 im Dorf Fürth.
1267 wird erstmals ein Burggraf auf der Starkenburg (über Heppenheim) genannt, der auch das „Amt Starkenburg“, zu dem Fürth zählte, verwaltete. Als Gericht und untergeordnete Verwaltungseinheit entwickelte sich die Zent Fürth, deren älteste erhalten gebliebene Beschreibung aus dem Jahr 1613 stammt. Fürth war vom Mittelalter bis zur Neuzeit kirchlicher und grundherrschaftliche Verwaltungsstelle sowie Gerichtsort. Der Ort war das Verwaltungszentrum der sogenannten „Oberen Abtei“ des Klosters Lorsch im Odenwald.
Aus dem Jahr 1308 ist dann ein Vergleich zwischen Erzbischof Peter von Mainz und dem Pfalzgrafen Rudolf I. überliefert, in dem Güter und Leute in der oberen Abtei Fürth, die zum Kloster Lorsch gehören, den Pfalzgrafen als mainzisches Lehen zustehen sollten, was 1344 durch ein Schiedsgericht bestätigt wurde.
Stadt und Gerichtsort wurde Fürth 1356, als Kaiser Karl IV. dem Mainzer Erzbischof Johann erlaubte, aus dem Dorf Fürth eine Stadt zu machen, sie zu befestigen sowie Stock und Galgen aufzurichten und an jedem Dienstag einen Wochenmarkt nach den in Frankfurt üblichen Rechten abzuhalten. Damit hatte das Zentgericht in Fürth sowohl die Niedere- als auch die Blutgerichtsbarkeit inne. Der Bezirk der Zent umfasste die Orte Fürth, Krumbach, Brombach, Weschnitz, Kröckelbach, Alt-Lechtern, Steinbach, Fahrenbach, Lörzenbach, Kolmbach und Hiltersklingen dessen Oberhof war bis 1782 das Zentgericht in Heppenheim.
Im Verlauf der für Kurmainz verhängnisvollen Mainzer Stiftsfehde wurde das Amt Starkenburg an Kurpfalz wiedereinlöslich verpfändet und blieb anschließend für 160 Jahre pfälzisch: Pfalzgraf Friedrich ließ sich für seine Unterstützung von Erzbischof Diether im durch die Kurfürsten am 19. November 1461 geschlossenen „Weinheimer Bund“ das „Amt Starkenburg“ verpfänden, wobei Kurmainz das Recht erhielt, das Pfand für 100.000 Pfund wieder einzulösen.
In den Anfängen der Reformation sympathisierten die pfälzischen Herrscher offen mit dem lutherischen Glauben, aber erst unter Ottheinrich, Kurfürst von 1556 bis 1559, erfolgte der offizielle Übergang zur lutherischen Lehre. Danach wechselten seine Nachfolger und gezwungenermaßen auch die Bevölkerung mehrfach zwischen der lutherischen und reformierten Konfession. Als Folge der Reformation hob die Kurpfalz 1564 das Kloster Lorsch auf. Die bestehenden Rechte wie Zehnten, Grundzinsen, Gülten und Gefälle des Klosters Lorsch wurden fortan durch die „Oberschaffnerei Lorsch“ wahrgenommen und verwaltet.
Im Laufe des Dreißigjährigen Krieges (1618–1648) eroberten spanische Truppen der „Katholischen Liga“ die Region und stellten damit 1623 die Kurmainzer Herrschaft wieder her. Damit musste die Bevölkerung wieder zum katholischen Glauben zurückkehren. Zwar zogen sich die spanischen Truppen nach 10 Jahren vor den anrückenden Schweden zurück, aber nach der katastrophalen Niederlage der Evangelischen in der Nördlingen 1634 verließen auch die Schweden die Bergstraße und mit dem Schwedisch-Französischen Krieg begann ab 1635 das blutigste Kapitel des Dreißigjährigen Krieges. Aus der Region berichten die Chronisten aus jener Zeit: „Pest und Hunger wüten im Land und dezimieren die Bevölkerung, sodass die Dörfer öfters völlig leer stehen“. Mit dem Westfälischen Frieden von 1648 wurde die Einlösung der Pfandschaft endgültig festgeschrieben.
Fürth wurde ein katholischer Pfarrort des Bensheimer Landkapitels, zu dessen Pfarrei 1682 neun Filialorte gehörten.
Als es 1782 zu einer Umstrukturierung der Ämter im Bezirk der Kurmainzer Amtskellerei Heppenheim kam, wurde der Bereich des Oberamts Starkenburg in die vier untergeordnete Amtsvogteien Heppenheim, Bensheim, Lorsch und Fürth aufgeteilt. Die Zent Fürth, Abtsteinach und Zent Mörlenbach wurden der Amtsvogtei Fürth unterstellt und musste ihre Befugnisse weitgehend abgeben. Zwar blieb die Zentordnung mit dem Zentschultheiß formal bestehen, dieser konnte jedoch nur noch die Anordnungen der übergeordneten Behörden (Oberamt Starkenburg, Amt Fürth) ausführen. Das „Oberamt Starkenburg“ gehörte verwaltungsmäßig zum „Unteren Erzstifts“ des Kurfürstentums Mainz.
Die Historisch-topographisch-statistische Beschreibung des Fürstenthums Lorsch, oder Kirchengeschichte des Oberrheingaues beschreibt 1812 über Fürth als Verwaltungsort der „Zent Fürth“:

„Fürth (Furde, Furthe) ein uralter bemauerter Flecken im Odenwalde und an der Weschnitz, 3 Stunde von Heppenheim gelegen und ein altes Eigenthum des Klosters Lorsch, kömmt auch allschon in der Heppenheim Markbeschreibung vom Jahr 774 namentlich vor. Weiters finden wir solches in einer Urkunde vom Jahr 1023, wo die Hubengüther des Klosters Michaelsberg beschrieben werden. (Loc. Dipl. Laur. Nr 137) Unter dem Lorscher Abte Anselm, der zur Aufnahme des Klosters auf dem Abrahamsberge sehr vieles gethan hatte, werden sämmtliche Hubengüther aufgenommen und verzeichnet, welche zu dem Hofe (ad. curiam) oder der Kellerei Fürth (in Furde) gehörten und was und wie viel solche jährlich in besagte Kellerei zu liefern hatten. (C. D. L. N. 140). In Fürth selbst waren damals 11 Huben, wovon jede am Feste des heil. Michaels, 30 nummos (Silberdinaren), auf Ostern aber 10 Eyer, ein junges Huhn, und überdas 2 Stücker Tuch (Camisilia) liefert, wovon eins dem Schaffner angewiesen wird. Die übrigen Ort und Hubengüther die in diesem Verzeichniß beschrieben werden, sind gerade die nämlichen welche noch heut zu Tage zur Cent Fürth gehören; woraus wir deutlich ersehen, daß von diesem Oberhofe zu Fürth (princispali curia in Furden) die Cent und das Centgericht seinen Ursprung genommen hat. Eben dieser Hof erhielt in der Folge den Namen der oberen Abtei wovon ich anderwärts schon geredet habe. [...] Was den Zehenden zu Fürth betrifft; so waren im Jahre 1566 Kurpfalz und die Stiftsherren zum heil. Geist die Zehendinhaber und zwar jede zum halben Theil. Vom kleinen Zehenden hatte Kurpfalz die Hälfte und die andere Hälft der Pfarrer. Dermalen hat Baaden oder vielmehr die geistliche Administration zu Heidelberg den dritten Theil und Hessen die andern 2 Theile vom großen Zehenden. Am kleinen Zehenden jedoch nur in Fürth allein hat der Pfarrer die Hälfte. Auch hat dit Oberschaffnerei Lorsch einen kleinen Zehenden zu Fürth, welcher der Selenzehenden genennt wird. [...] Fürth hat die Privilegien dreier Jahrmärkte welche jährlich: a) auf Mariä Lichtmäß, b) auf den Johannistag und c) auf den Sonntag nach Michaelis gehalten werden. Sie sind ziemlich beträchtlich. Von Lohngüthern in Furth und den übrigen Centortschaften ist zu bemerken daß die Grafen von Erbach 106 Malter Hubhaber und 6½ Pfund Heller von der Beth, auch etliches Hühnergeld zu beziehen haben, wovon aber einige ungiebig. Endlich haben sie auch einen Hof und Erbbestandsguth zu Fürth. Die Herrn von Wambold besitzen die Untermühle und einen Hof –- die Herrn von Gemmingen einen Erbbestandsguth und einen Hof, –- und gnädigste Herrschaft ein Hofguth sammt Hof in Fürth, welche zu dem Boesenhof in Heppenheim gehören. Von sämmtlichen Huben in der Cent Fürth geben die Besitzer jährlich an die Kellerei 197 Malter Hubhaber, woran aber etwas ungiebig ist. [...] Mühlen sind zu Fürth a) die Untermühle, b) die Daunische Mühle an der Thalbach, c) die Obermuhle; beide letztere sind Wamboldisch und zu Erbpfacht verliehen. Gnädigste Herrschaft hat in der Cent Furth keine Waldung, sondern solch ist theils der Cent theils den Hubengüthern oder Gemeinden zugehörig. Der Centwald ist allein abgesteint und mit dem alten Lorsch Wappen dem Kreutze bezeichnet.“

### Vom 19. Jahrhundert bis heute
Als Folge des Reichsdeputationshauptschlusses von 1803 erhielt die Landgrafschaft Hessen-Darmstadt, als Ausgleich für verlorene rechtsrheinische Gebiete, unter anderem das Oberamt Starkenburg und mit ihm Fürth. Dort wurde die „Amtsvogtei Fürth“ vorerst als hessisches Amt weitergeführt, während das Oberamt Starkenburg aufgelöst wurde. Die übergeordnete Verwaltungsbehörde war der „Regierungsbezirk Darmstadt“, der ab 1803 auch als „Fürstentum Starkenburg“ bezeichnet wurde. In der Landgrafschaft Hessen-Darmstadt wurde mit Ausführungsverordnung vom 9. Dezember 1803 das Gerichtswesen neu organisiert. Für das Fürstentum Starkenburg wurde das „Hofgericht Darmstadt“ als Gericht der zweiten Instanz eingerichtet. Die Rechtsprechung der ersten Instanz wurde durch die Ämter bzw. Standesherren vorgenommen. Das Hofgericht war für normale bürgerliche Streitsachen Gericht der zweiten Instanz, für standesherrliche Familienrechtssachen und Kriminalfälle die erste Instanz. Übergeordnet war das Oberappellationsgericht Darmstadt. Damit hatten die Zenten und die mit ihnen verbundenen Zentgerichte endgültig ihre Funktion eingebüßt.
Am 14. August 1806 erhob Napoléon die Landgrafschaft Hessen-Darmstadt, gegen den Beitritt zum Rheinbund und Stellung hoher Militärkontingente an Frankreich, zum Großherzogtum. Im Jahre 1816 wurden im Großherzogtum Provinzen gebildet. Dabei wurde das vorher als „Fürstentum Starkenburg“ bezeichnete Gebiet, das aus den südlich des Mains gelegenen alten hessischen und den ab 1803 hinzugekommenen rechtsrheinischen Territorien bestand, in „Provinz Starkenburg“ umbenannt.
1821 wurde das Amt Fürth im Rahmen einer umfassenden Verwaltungsreform des Großherzogtums zugleich mit den anderen Amtsvogteien in Starkenburg und Oberhessen zugunsten neu geschaffener Landratsbezirke aufgelöst. In der Folge kam Fürth zum Landratsbezirk Lindenfels. Im Rahmen dieser Reform wurden auch Landgerichte geschaffen, die jetzt unabhängig von der Verwaltung waren. Deren Gerichtsbezirke entsprachen in ihrem Umfang den Landratsbezirken. Für den Landratsbezirk Lindenfels war das Landgericht Fürth als Gericht erster Instanz zuständig. Diese Reform ordnete auch die Verwaltung auf Gemeindeebene neu. So war die Bürgermeisterei in Fürth auch für Altlechtern, Fahrenbach, Lörzenbach und Steinbach zuständig. Entsprechend der Gemeindeverordnung vom 30. Juni 1821 gab es keine Einsetzungen von Schultheißen mehr, sondern einen gewählten Ortsvorstand, der sich aus Bürgermeister, Beigeordneten und Gemeinderat zusammensetzte.
Die Statistisch-topographisch-historische Beschreibung des Großherzogthums Hessen berichtet 1829 über Fürth:

„Fürth (L. Bez. Lindenfels) Marktflecken; liegt in einem weiten fruchtbaren Thale an der Weschnitz und 1 1⁄4 St. von Lindenfels. Der Ort, welcher ummauert ist, hat 130 Häuser und 1101 Einw., die bis auf 63 Luth. und 16 Reform. alle katholisch sind. Unter denselben sind 20 Bauern, 122 bürgerliche Gewerbe Treibende, und 42 Tagelöhner. Fürth ist der Sitz des Landgerichts hat eine reparirte Kirche, 1 Posthalterei, 1 Apotheke, 5 Mahl-, 3 Oel-, 2 Schneidemühlen, 1 Bezirksgefängniß, und ein neues Rathhaus ist im Bau begriffen. Hier gehet die nicht chaussirte Straße von Weinheim nach Erbach durch; jährlich werden 3 nicht unbeträchtliche Märkte gehalten – Der Ort gehörte zur Heppenheimer Mark und würde unter dem Namen Furte, 773 von Carl dem Großen dem Kloster Lorsch geschenkt. Die Kirche kommt im 11. Jahrhundert vor und wahrscheinlich war damals der Probst vom Abramsberg bei Heidelberg der Pastor oder Kollator der Fürther Pfarrei. Von dieser Probst kam das Kollationsrecht an das heilige Geiststift in Heidelberg, das 1566 sich noch im Besitz desselben befand, später aber an Churpfalz gekommen ist. Fürth kam 1802 von Mainz an Hessen.“

1832 wurden die Verwaltungseinheiten weiter vergrößert und es wurden Kreise geschaffen. Nach der am 20. August 1832 bekanntgegebenen Neugliederung sollte es in Süd-Starkenburg künftig nur noch die Kreise Bensheim und Lindenfels geben; der Landratsbezirk von Heppenheim sollte in den Kreis Bensheim fallen. Noch vor dem Inkrafttreten der Verordnung zum 15. Oktober 1832 wurde diese aber dahingehend revidiert, dass statt des Kreises Lindenfels neben dem Kreis Bensheim der Kreis Heppenheim als zweiter Kreis gebildet wurde, zu dem jetzt Fürth gehörte.
Im Neuestes und gründlichstes alphabetisches Lexicon der sämmtlichen Ortschaften der deutschen Bundesstaaten von 1845 heißt es:

„Fürth b.Lindenfels. – Marktflecken mit kathol. Pfarrkirche, hinsichtlich der Evangel. zur Pfarrei Lindenfels gehörig. – 130 H. 1101 (meistens katholische) E. – Großherzogth. Hessen. – Prov. Starkenburg. – Kreis Heppenheim. – Landgericht Fürth. – Hofgericht Darmstadt. – Der Flecken Fürth, ummauert, liegt in einem weiten, fruchtbaren Thale an der Weschniz. Unter den Einw. sind 20 Bauern, 122, welche bürgerliche Gewerbe treiben, u. 42 Tagelöhner. Es ist hier l Rathhaus, 1 Apotheke, 5 Mahl-, 3 Oel-, 2 Schneidemühlen und 1 Bezirksgefängniß. Der Ort ist Sitz einer Forstinspection über den Forst Waldmichelbach, eines Steuercommissärs
für den Steuerbezirk Lindenfels, eines Steueraufsehers und einer Postexpedition, sowie des schon oben genannten Landgerichts. – Uebrigens hat der Ort 3 nicht unbeträchtliche Jahrmärkte.“

Am 31. Juli 1848 wurden in den Provinzen die Kreise und die Landratsbezirke des Großherzogtums abgeschafft und durch „Regierungsbezirke“ ersetzt, wobei die bisherigen Kreise Bensheim und Heppenheim zum Regierungsbezirk Heppenheim vereinigt wurden. Bereits vier Jahre später, im Laufe der Reaktionsära, kehrte man aber zur Einteilung in Kreise zurück und Fürth wurde Teil des neu geschaffenen Kreises Lindenfels.
Die im Dezember 1852 aufgenommenen Bevölkerungs- und Katasterlisten ergaben für Fürth: Ein katholisches Pfarrdorf mit 1497 Einwohnern, vier Mühlen, drei Ziegeleien, den Höfen Altlechtern, Kröckelbach und dem Weiler Loh. Die Gemarkung bestand aus 3438 Morgen, davon waren 2042 Morgen Ackerland, 407 Morgen Wiesen und 988 Morgen Wald. Daneben gab es noch den Fürther Centwald, der aus 38 Morgen Wiesen und 1065 Morgen Wald bestand. In Fürth war der Sitz eines Landgerichts, eines Steuercommissariats, einer Districtseinnehmerei und eines Forstamts.
In den Statistiken des Großherzogtums Hessen werden, bezogen auf Dezember 1867, für den Marktflecken Fürth mit eigener Bürgermeisterei, 175 Häuser, 1439 Einwohner, der Kreis Lindenfels, das Landgericht Fürth, die lutherische Pfarrei Hammelbach bzw. die reformatorische Pfarrei Lindenfels des Dekanats Lindenfels und die katholische Pfarrei Fürth des Dekanats Heppenheim angegeben. Die Bürgermeisterei war außerdem für das Filialdorf Steinbach (15 Häuser, 142 Einwohner), die Fahrenbacher Ziegelhütte (zwei Häuser, 16 Einwohner), den Kröckelbacher Hof (ein Haus, 11 Einwohner) und das Loh (zwei Häuser, 17 Einwohner) zuständig.
1874 wurden eine Anzahl Verwaltungsreformen beschlossen. So wurden die landesständige Geschäftsordnung sowie die Verwaltung der Kreise und Provinzen durch Kreis- und Provinzialtage geregelt. Die Neuregelung trat am 12. Juli 1874 in Kraft und verfügte auch die Auflösung der Kreise Lindenfels und Wimpfen und die Wiedereingliederung Fürths in den Kreis Heppenheim.
Anlässlich der Einführung des Gerichtsverfassungsgesetzes mit Wirkung vom 1. Oktober 1879, infolge derer die bisherigen großherzoglich hessischen Landgerichte durch Amtsgerichte an gleicher Stelle ersetzt wurden, während die neu geschaffenen Landgerichte nun als Obergerichte fungierten, kam es zur Umbenennung in Amtsgericht Fürth und Zuteilung zum Bezirk des Landgerichts Darmstadt.
Im Jahre 1895 wurde die Weschnitztalbahn eröffnet, die Fürth mit Weinheim verband. Die Verkehrsanbindung nach Weinheim, Heidelberg, Darmstadt oder Frankfurt wurde durch die Inbetriebnahme dieser Bahnstrecke verbessert. So konnten sich vielfältige Handwerksberufe entwickeln, die das Gesicht der Gemeinde nachhaltig prägten.
Wie die Einwohnerzahlen von 1939 bis 1950 zeigen, nahm auch Fürth nach dem Krieg viele Flüchtlinge und Vertriebene aus den ehemaligen deutschen Ostgebieten auf.
Im Jahr 1961 wurde die Gemarkungsgröße mit 1212 ha angegeben, davon waren 506 ha Wald.
Hessische Gebietsreform (1970–1977)
Im Zuge der Gebietsreform in Hessen wurden die folgenden bis dahin selbständigen Gemeinden auf freiwilliger Basis nach Fürth eingegliedert:
- Fahrenbach, Lörzenbach und Steinbach am 1. Juli 1970[20]
- Ellenbach und Weschnitz am 31. Dezember 1970[21]
- Linnenbach am 1. Juli 1971[22]
- Brombach, Kröckelbach und Krumbach am 1. Oktober 1971[23]
- Erlenbach am 31. Dezember 1971 (In die Gemeinde Erlenbach wurde bereits am 31. Dezember 1970 die bis dahin selbständige Gemeinde Seidenbach eingemeindet.[24])

Für das Gebiet der ehemaligen Gemeinden, mit Ausnahme der Kerngemeinde Fürth, wurden per Hauptsatzung elf Ortsbezirke mit Ortsbeirat und Ortsvorsteher errichtet. Die Grenzen von sechs Ortsbezirken folgen den seitherigen Gemarkungsgrenzen. Die Abweichungen von den Gemarkungsgrenzen bei den anderen fünf Ortsbezirken sind in der Hauptsatzung beschrieben.

### Verwaltungsgeschichte im Überblick
Die folgende Liste zeigt die Staaten und Verwaltungseinheiten, denen Fürth (Odenwald) angehört(e):
- vor 1782: Heiliges Römisches Reich, Kurfürstentum Mainz, Amt Starkenburg (1461–1650 an Kurpfalz verpfändet)
- ab 1782: Heiliges Römisches Reich, Kurfürstentum Mainz, Unteres Erzstift, Oberamt Starkenburg, Amtsvogtei Fürth
- ab 1803: Heiliges Römisches Reich, Landgrafschaft Hessen-Darmstadt,[Anm. 2] Fürstentum Starkenburg, Amt Fürth
- ab 1806: Großherzogtum Hessen, Fürstentum Starkenburg, Amt Fürth[28]
- ab 1815: Großherzogtum Hessen[Anm. 3], Provinz Starkenburg, Amt Fürth
- ab 1821: Großherzogtum Hessen, Provinz Starkenburg, Landratsbezirk Lindenfels[Anm. 4]
- ab 1832: Großherzogtum Hessen, Provinz Starkenburg, Kreis Heppenheim
- ab 1848: Großherzogtum Hessen, Regierungsbezirk Heppenheim
- ab 1852: Großherzogtum Hessen, Provinz Starkenburg, Kreis Lindenfels
- ab 1874: Großherzogtum Hessen, Provinz Starkenburg, Kreis Heppenheim
- ab 1871: Deutsches Reich,[Anm. 5] Großherzogtum Hessen, Provinz Starkenburg, Kreis Heppenheim
- ab 1918: Deutsches Reich, Volksstaat Hessen,[Anm. 6] Provinz Starkenburg, Kreis Heppenheim
- ab 1938: Deutsches Reich, Volksstaat Hessen, Landkreis Bergstraße[29][Anm. 7]
- ab 1945: Amerikanische Besatzungszone,[Anm. 8] Groß-Hessen, Regierungsbezirk Darmstadt, Landkreis Bergstraße
- ab 1946: Amerikanische Besatzungszone, Land Hessen, Regierungsbezirk Darmstadt, Landkreis Bergstraße
- ab 1949: Bundesrepublik Deutschland, Land Hessen, Regierungsbezirk Darmstadt, Landkreis Bergstraße

## Bevölkerung

### Einwohnerstruktur 2011
Nach den Erhebungen des Zensus 2011 lebten am Stichtag, dem 9. Mai 2011, in Fürth 10.481 Einwohner. Darunter waren 748 (7,1 %) Ausländer, von denen 226 aus dem EU-Ausland, 449 aus anderen europäischen Ländern und 73 aus anderen Staaten kamen. Von den deutschen Einwohnern hatten 8,4 % einen Migrationshintergrund. (Bis zum Jahr 2020 erhöhte sich die Ausländerquote auf 12,3 %.) Nach dem Lebensalter waren 1833 Einwohner unter 18 Jahren, 4335 waren zwischen 18 und 49, 2328 zwischen 50 und 64 und 1986 Einwohner waren älter. Die Einwohner lebten in 4371 Haushalten. Davon waren 1203 Singlehaushalte, 1215 Paare ohne Kinder und 1422 Paare mit Kindern, sowie 417 Alleinerziehende und 114 Wohngemeinschaften. In 843 Haushalten lebten ausschließlich Senioren und in 3006 Haushaltungen leben keine Senioren.

### Einwohnerentwicklung
| • 1806: | 734 Einwohner, 97 Häuser   |
| • 1829: | 1101 Einwohner, 130 Häuser |
| • 1867: | 1439 Einwohner, 175 Häuser |

| Fürth: Einwohnerzahlen von 1806 bis 2020 | Fürth: Einwohnerzahlen von 1806 bis 2020 | Fürth: Einwohnerzahlen von 1806 bis 2020 | Fürth: Einwohnerzahlen von 1806 bis 2020 | Fürth: Einwohnerzahlen von 1806 bis 2020 |
| --- | ---------------------------------------- | ---------------------------------------- | ---------------------------------------- | ---------------------------------------- |
| Jahr |                                          |                                          |                                          | Einwohner                                |
| 1806 | 1806                                     |                                          | 734                                      | 734                                      |
| 1829 | 1829                                     |                                          | 1.101                                    | 1.101                                    |
| 1834 | 1834                                     |                                          | 1.248                                    | 1.248                                    |
| 1840 | 1840                                     |                                          | 1.435                                    | 1.435                                    |
| 1846 | 1846                                     |                                          | 1.598                                    | 1.598                                    |
| 1852 | 1852                                     |                                          | 1.537                                    | 1.537                                    |
| 1858 | 1858                                     |                                          | 1.527                                    | 1.527                                    |
| 1864 | 1864                                     |                                          | 1.519                                    | 1.519                                    |
| 1871 | 1871                                     |                                          | 1.413                                    | 1.413                                    |
| 1875 | 1875                                     |                                          | 1.409                                    | 1.409                                    |
| 1885 | 1885                                     |                                          | 1.418                                    | 1.418                                    |
| 1895 | 1895                                     |                                          | 1.496                                    | 1.496                                    |
| 1905 | 1905                                     |                                          | 1.547                                    | 1.547                                    |
| 1910 | 1910                                     |                                          | 1.614                                    | 1.614                                    |
| 1925 | 1925                                     |                                          | 1.783                                    | 1.783                                    |
| 1939 | 1939                                     |                                          | 2.011                                    | 2.011                                    |
| 1946 | 1946                                     |                                          | 2.880                                    | 2.880                                    |
| 1950 | 1950                                     |                                          | 3.036                                    | 3.036                                    |
| 1956 | 1956                                     |                                          | 3.316                                    | 3.316                                    |
| 1961 | 1961                                     |                                          | 3.626                                    | 3.626                                    |
| 1967 | 1967                                     |                                          | 4.430                                    | 4.430                                    |
| 1970 | 1970                                     |                                          | 4.755                                    | 4.755                                    |
| 1972 | 1972                                     |                                          | 8.881                                    | 8.881                                    |
| 1975 | 1975                                     |                                          | 9.100                                    | 9.100                                    |
| 1980 | 1980                                     |                                          | 9.392                                    | 9.392                                    |
| 1985 | 1985                                     |                                          | 9.474                                    | 9.474                                    |
| 1990 | 1990                                     |                                          | 10.377                                   | 10.377                                   |
| 1995 | 1995                                     |                                          | 10.685                                   | 10.685                                   |
| 2000 | 2000                                     |                                          | 10.933                                   | 10.933                                   |
| 2005 | 2005                                     |                                          | 11.046                                   | 11.046                                   |
| 2010 | 2010                                     |                                          | 10.669                                   | 10.669                                   |
| 2015 | 2015                                     |                                          | 10.465                                   | 10.465                                   |
| 2020 | 2020                                     |                                          | 10.586                                   | 10.586                                   |
| Datenquelle: Historisches Gemeindeverzeichnis für Hessen: Die Bevölkerung der Gemeinden 1834 bis 1967. Wiesbaden: Hessisches Statistisches Landesamt, 1968. Weitere Quellen: LAGIS; 1972:; Hessisches Statistisches Informationssystem; Zensus 2011 Ab 1970 einschließlich der im Zuge der Gebietsreform in Hessen eingegliederten Orte. |                                          |                                          |                                          |                                          |

### Erwerbstätigkeit
Die Gemeinde im Vergleich mit Landkreis, Regierungsbezirk Darmstadt und Hessen:
|                                                   | Jahr | Gemeinde | Landkreis | Regierungsbezirk | Hessen    |
| ------------------------------------------------- | ---- | -------- | --------- | ---------------- | --------- |
| Sozialversicherungspflichtig Beschäftigte         | 2018 | 2259     | 75.286    | 1.740.388        | 2.584.005 |
| Veränderung zu                                    | 2000 | +33,6 %  | +20,9 %   | +19,2 %          | +18,8 %   |
| davon Vollzeit                                    | 2018 | 65,9 %   | 70,6 %    | 72,6 %           | 71,5 %    |
| davon Teilzeit                                    | 2018 | 34,1 %   | 29,4 %    | 27,4 %           | 28,5 %    |
| Ausschließlich geringfügig entlohnte Beschäftigte | 2018 | 670      | 15.568    | 222.301          | 369.892   |
| Veränderung zu                                    | 2000 | +16,9 %  | −4,6 %    | +8,1 %           | +7,9 %    |

| Branche                         | Jahr | Gemeinde | Landkreis | Regierungsbezirk | Hessen |
| ------------------------------- | ---- | -------- | --------- | ---------------- | ------ |
| Produzierendes Gewerbe          | 2000 | 34,9 %   | 39,6 %    | 27,0 %           | 30,6 % |
|                                 | 2018 | *)       | 32,1 %    | 20,4 %           | 24,3 % |
| Handel, Gastgewerbe und Verkehr | 2000 | 24,2 %   | 25,1 %    | 26,4 %           | 25,1 % |
|                                 | 2018 | 29,0 %   | 25,8 %    | 24,7 %           | 23,8 % |
| Unternehmensdienstleistungen    | 2000 | 15,3 %   | 11,6 %    | 25,1 %           | 20,2 % |
|                                 | 2018 | 26,3 %   | 15,3 %    | 31,7 %           | 26,2 % |
| Sonstige Dienstleistungen       | 2000 | 23,7 %   | 22,0 %    | 20,1 %           | 22,5 % |
|                                 | 2018 | 26,6 %   | 25,1 %    | 22,8 %           | 25,2 % |
| Sonstiges (bzw. ohne Zuordnung) | 2000 | 01,9 %   | 01,7 %    | 01,4 %           | 01,5 % |
|                                 | 2018 | 18,1 %   | 01,1 %    | 00,3 %           | 00,4 % |

*) anonymisiert

## Religion
Die Katholiken sind in der Pfarrei St. Johannes der Täufer in Fürth sowie in der Pfarrkuratie Maria Himmelfahrt in Krumbach organisiert, die beide zur Pfarrgruppe Fürth-Lindenfels im Dekanat Bergstraße Ost des Bistums Mainz gehören.
Die Protestanten gehören größtenteils zur Evangelischen Kirchengemeinde Fürth. Die Evangelischen in Ellenbach, Erlenbach, Linnenbach und Seidenbach gehören jedoch zur reformierten Kirchengemeinde Schlierbach und die in Weschnitz zur reformierten Kirchengemeinde Hammelbach. Alle drei Gemeinden gehörten zum Dekanat Bergstraße in der Propstei Starkenburg der Evangelischen Kirche in Hessen und Nassau.
Konfessionsstatistik
| • 1829: | 63 lutheranische (= 5,72 %), 16 reformierte (= 1,54 %) und 1101 katholische (= 92,82 %) Einwohner |
| • 1961: | 983 evangelische (= 27,11 %), 2589 katholische (= 71,40 %) Einwohner                              |
| • 1987: | 3469 evangelische (= 35,7 %), 5256 katholische (= 54,2 %), 981 sonstige (= 10,1 %) Einwohner      |
| • 2011: | 3190 evangelische (= 30,4 %), 4860 katholische (= 46,4 %), 2430 sonstige (= 12,2 %) Einwohner     |

## Politik

### Gemeindevertretung
Die Kommunalwahl am 14. März 2021 lieferte folgendes Ergebnis, in Vergleich gesetzt zu früheren Kommunalwahlen:
| Sitzverteilung in der Gemeindevertretung 2021Insgesamt 31 Sitze - SPD: 4 - Grüne: 6 - CDU: 14 - FWG: 7 | Parteien und Wählergemeinschaften | Parteien und Wählergemeinschaften                        | % 2021 | Sitze 2021 | % 2016 | Sitze 2016 | % 2011 | Sitze 2011 | % 2006 | Sitze 2006 | % 2001 | Sitze 2001 |
| Sitzverteilung in der Gemeindevertretung 2021Insgesamt 31 Sitze - SPD: 4 - Grüne: 6 - CDU: 14 - FWG: 7 | CDU                               | Christlich Demokratische Union Deutschlands              | 45,3   | 14         | 47,4   | 15         | 46,0   | 14         | 50,4   | 16         | 53,9   | 20         |
| Sitzverteilung in der Gemeindevertretung 2021Insgesamt 31 Sitze - SPD: 4 - Grüne: 6 - CDU: 14 - FWG: 7 | FWG                               | Freie Wähler Gemeinschaft                                | 23,4   | 7          | 25,6   | 8          | 21,0   | 7          | 23,9   | 7          | —      | —          |
| Sitzverteilung in der Gemeindevertretung 2021Insgesamt 31 Sitze - SPD: 4 - Grüne: 6 - CDU: 14 - FWG: 7 | SPD                               | Sozialdemokratische Partei Deutschlands                  | 13,3   | 4          | 19,0   | 6          | 19,6   | 6          | 21,0   | 7          | 27,1   | 10         |
| Sitzverteilung in der Gemeindevertretung 2021Insgesamt 31 Sitze - SPD: 4 - Grüne: 6 - CDU: 14 - FWG: 7 | GRÜNE                             | Bündnis 90/Die Grünen                                    | 18,0   | 6          | 8,0    | 2          | 13,4   | 4          | 4,6    | 1          | —      | —          |
| Sitzverteilung in der Gemeindevertretung 2021Insgesamt 31 Sitze - SPD: 4 - Grüne: 6 - CDU: 14 - FWG: 7 | FW-UPW                            | Freie Wähler – Unabhängige parteilose Wählergemeinschaft | —      | —          | —      | —          | —      | —          | —      | —          | 19,0   | 7          |
| Sitzverteilung in der Gemeindevertretung 2021Insgesamt 31 Sitze - SPD: 4 - Grüne: 6 - CDU: 14 - FWG: 7 | gesamt                            | gesamt                                                   | 100,0  | 31         | 100,0  | 31         | 100,0  | 31         | 100,0  | 31         | 100,0  | 37         |
| Sitzverteilung in der Gemeindevertretung 2021Insgesamt 31 Sitze - SPD: 4 - Grüne: 6 - CDU: 14 - FWG: 7 | Wahlbeteiligung in %              | Wahlbeteiligung in %                                     | 54,7   | 54,7       | 48,7   | 48,7       | 51,8   | 51,8       | 49,1   | 49,1       | 57,1   | 57,1       |

### Bürgermeister

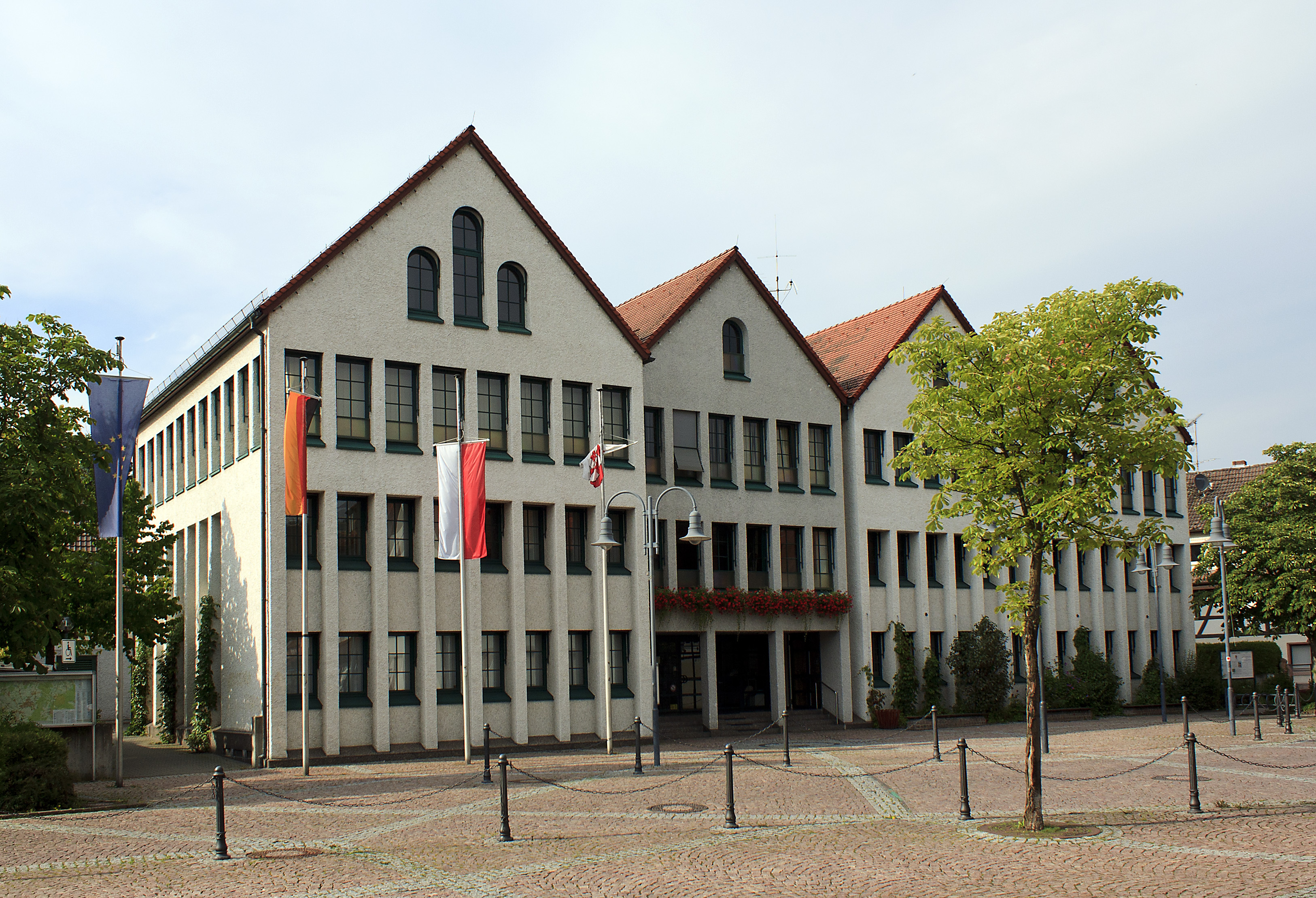
Rathaus

Nach der hessischen Kommunalverfassung wird der Bürgermeister für eine sechsjährige Amtszeit gewählt, seit dem Jahr 1993 in einer Direktwahl, und ist Vorsitzender des Gemeindevorstands, dem in der Gemeinde Fürth neben dem Bürgermeister ehrenamtlich ein Erster Beigeordneter und vier weitere Beigeordnete angehören. Bürgermeister ist seit dem 1. Januar 2009 Volker Oehlenschläger (CDU). Er wurde als Nachfolger von Gottfried Schneider (CDU), der nach zwei Amtszeiten nicht mehr kandidiert hatte, am 7. September 2008 im ersten Wahlgang bei einer Wahlbeteiligung von 60,47 Prozent mit 54,8 Prozent der Stimmen gewählt. Es folgten zwei Wiederwahlen, zuletzt, pandemiebedingt verschoben, im März 2021. Durch die verschobene Wahl verschob sich der Beginn der Amtszeit auf den 1. September 2021.
Amtszeiten der Bürgermeister
- 2009–2027 Volker Oehlenschläger (CDU)[43]
- 1996–2008 Gottfried Schneider (CDU)
- 1972–1996 Gregor Dörsam (CDU)
- 1954–1971 Theodor Hölzing

### Ortsbezirke
Folgende Ortsbezirke mit Ortsbeirat und Ortsvorsteher nach der Hessischen Gemeindeordnung gibt es im Gemeindegebiet:
- Ortsbezirk Brombach (Gebiete der ehemaligen Gemeinde Brombach). Der Ortsbeirat besteht aus fünf Mitgliedern.
- Ortsbezirk Ellenbach (Gebiete der ehemaligen Gemeinde Ellenbach). Der Ortsbeirat besteht aus sieben Mitgliedern.
- Ortsbezirk Erlenbach (Gebiete der ehemaligen Gemeinde Erlenbach und die Flurstücke: Gemarkung Ellenbach Flur 1 Nr. 436/13, 436/14, 436/15, 436/17 und 436/18). Der Ortsbeirat besteht aus fünf Mitgliedern.
- Ortsbezirk Fahrenbach (Gebiete der ehemaligen Gemeinde Fahrenbach). Der Ortsbeirat besteht aus sieben Mitgliedern.
- Ortsbezirk Kröckelbach (Gebiete der ehemaligen Gemeinde Kröckelbach). Der Ortsbeirat besteht aus fünf Mitgliedern.
- Ortsbezirk Krumbach (Gebiete der ehemaligen Gemeinde Krumbach). Der Ortsbeirat besteht aus sieben Mitgliedern.
- Ortsbezirk Linnenbach (Gebiete der ehemaligen Gemeinde Linnenbach und die Flurstücke:  Gemarkung Fürth Flur 5 Nr. 95/6, 95/11, Flur 6 Nr. 34/1, Gemarkung Lörzenbach Flur 7 Nr. 14/6). Der Ortsbeirat besteht aus fünf Mitgliedern.
- Ortsbezirk Lörzenbach (Gebiete der ehemaligen Gemeinde Lörzenbach ohne das Flurstück: Gemarkung Lörzenbach Flur 7 Nr. 14/6). Der Ortsbeirat besteht aus sieben Mitgliedern.
- Ortsbezirk Seidenbach (Gebiete der ehemaligen Gemeinde Seidenbach). Der Ortsbeirat besteht aus fünf Mitgliedern.
- Ortsbezirk Steinbach (Gebiete der ehemaligen Gemeinde Steinbach und die Flurstücke: Gemarkung Fürth Flur 10 Nr. 17/5, 17/6, 17/7). Der Ortsbeirat besteht aus fünf Mitgliedern.
- Ortsbezirk Weschnitz (Gebiete der ehemaligen Gemeinde Weschnitz). Der Ortsbeirat besteht aus fünf Mitgliedern.

### Wappen
| | Blasonierung: „In Silber ein schwebendes, breites rotes Fußspitzkreuz, in der Mitte belegt mit dem silbernen Großbuchstaben F.“ |
| Wappenbegründung: Nach älteren Angaben soll das Dorf schon im 16. Jahrhundert ein Siegel geführt haben. Im Gerichtssiegel von 1626 steht im Schild der Antiquagroßbuchstabe „F“ als Initiale des Ortsnamens, daneben ein Kleeblattstengel als ein auf Feld und Flur hinweisendes und deshalb im dörflichen Siegelwesen häufig auftretendes Symbol. Der amtliche Entwurf behielt zwar den Buchstaben bei, fügte aber das Fußspitzkreuz als Erinnerung an die ehemalige Grundherrschaft des Klosters Lorsch hinzu. Bereits in der Zeit von 1232, als das Erzstift Mainz die Reichsabtei Lorsch erwerben konnte, war Fürth neben Bensheim und Heppenheim Sitz einer Vogtei mit großer Markung im westlichen Odenwald. Das Wappen wurde von dem Darmstädter Heraldiker Georg Massoth gestaltet und 1926 amtlich verliehen. | |

### Flagge
Die Flagge wurde der Gemeinde am 14. Januar 1980 durch das Hessische Innenministerium genehmigt und wird wie folgt beschrieben:
„Auf rot-weißer Flaggenbahn in der oberen Hälfte aufgelegt das Gemeindewappen.“

### Städtepartnerschaften
Fürth pflegt seit 1969 partnerschaftliche Beziehungen zu Thizy in Frankreich. Bereits ein Jahr zuvor begann die Partnerschaft zwischen Ellenbach und dem französischen Buzancy. 2003 schloss die Gemeinde eine Partnerschaft mit Zăbrani (Guttenbrunn) in Rumänien. Guttenbrunn wurde 1724 von Einwanderern, die aus Fürth und anderen Gemeinden im Odenwald stammten, gegründet.

## Kultur und Sehenswürdigkeiten

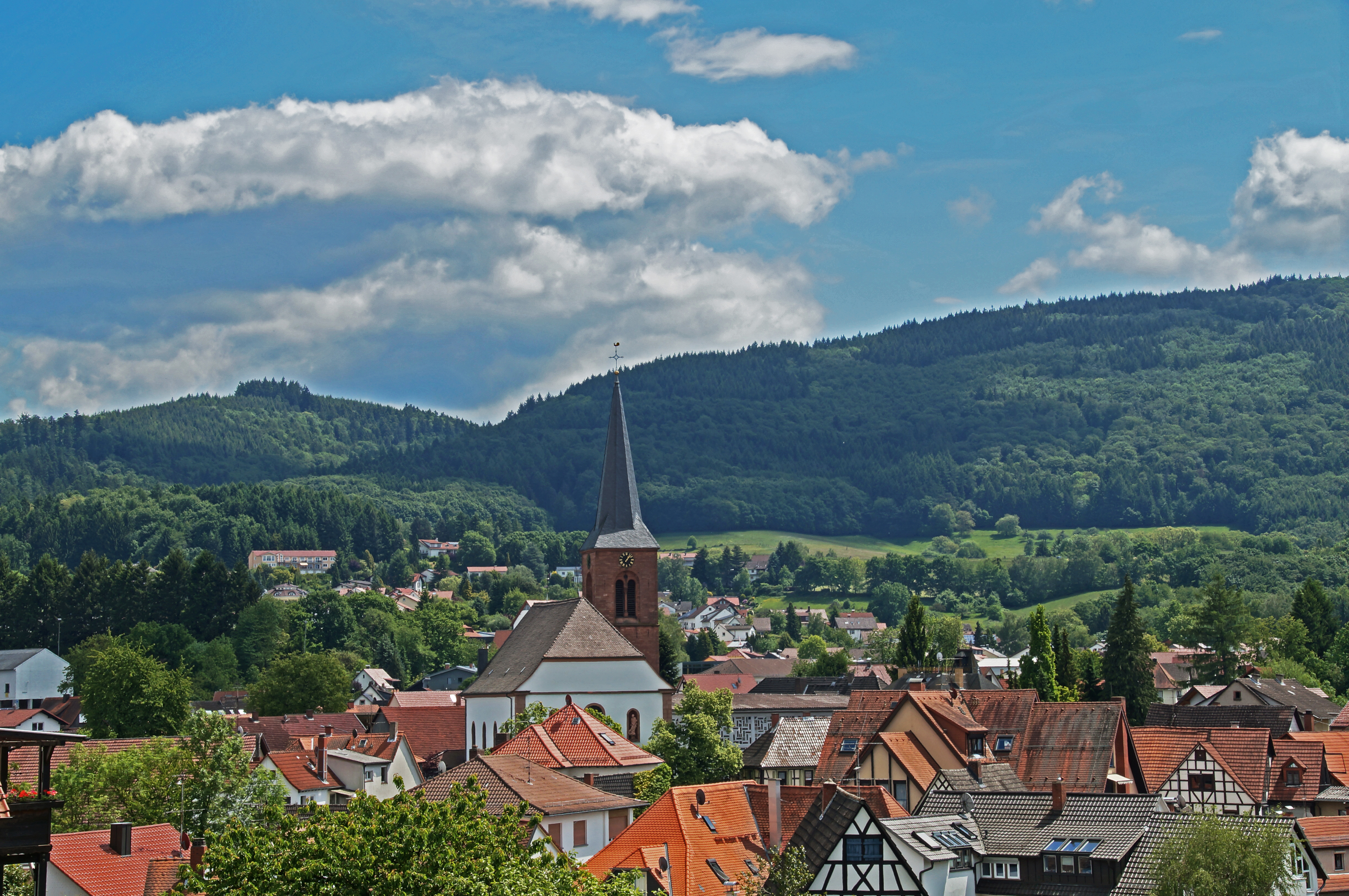
Die katholische Pfarrkirche im Zentrum von Fürth

### Bauwerke
- Die Pfarrkirche St. Johannes d. T. wurde 1752 als Saalkirche mit außen dreiseitigem Chor in schlichten Barockformen neu errichtet. Vor der Westfassade bestimmt eine barocke Freitreppe das Bild (die Statuen sind jedoch neu). 1828/1829 fand eine Renovierung unter Ignaz Opfermann statt.[51] Der Glockenturm wurde 1866–1868 im neuromanischen Stil aufgesetzt. Die Erweiterung an der Südseite wurde 1960–1961 hinzugefügt.
- Fachwerkhäuser des 18. und beginnenden 19. Jahrhunderts bereichern das Ortsbild.
- Am Rand der Kerngemeinde wurde in den Steinbachwiesen rund um einen Teich eine Erholungsanlage angelegt. Eine erweiterte Nutzung als Generationenpark wurde 2012 fertig gestellt. Hierzu gehören ein Spielplatz, eine Aktivstrecke mit mehreren Übungsstationen sowie ein Platz für Veranstaltungen.

### Sonstige Sehenswürdigkeiten und Touristikziele
- Im Ortsteil Erlenbach befindet sich der seit 1960 bestehende Bergtierpark. Er zeigt Gebirgstiere aus fünf Erdteilen.
- Eine ausgedehnte Kunstgalerie stellt der Kunstwanderweg[52] von Fürth nach Lindenfels dar, der 2007 eingerichtet wurde und am Rathaus beginnt.
- Durch den Fürther Ortsteil Weschnitz führt der Nibelungensteig, ein 130 Kilometer langer, zertifizierter Fernwanderweg, der den Odenwald von Westen nach Osten komplett durchzieht.
- In den Fürther Miniaturwelten ist eine der größten H0-Schauanlagen Süddeutschlands zu sehen. Es werden u. a. die Schweiz, Österreich und die USA thematisiert.
- Das Gasthaus „Zum Adler“ aus Fürth wurde in den Hessenpark versetzt.

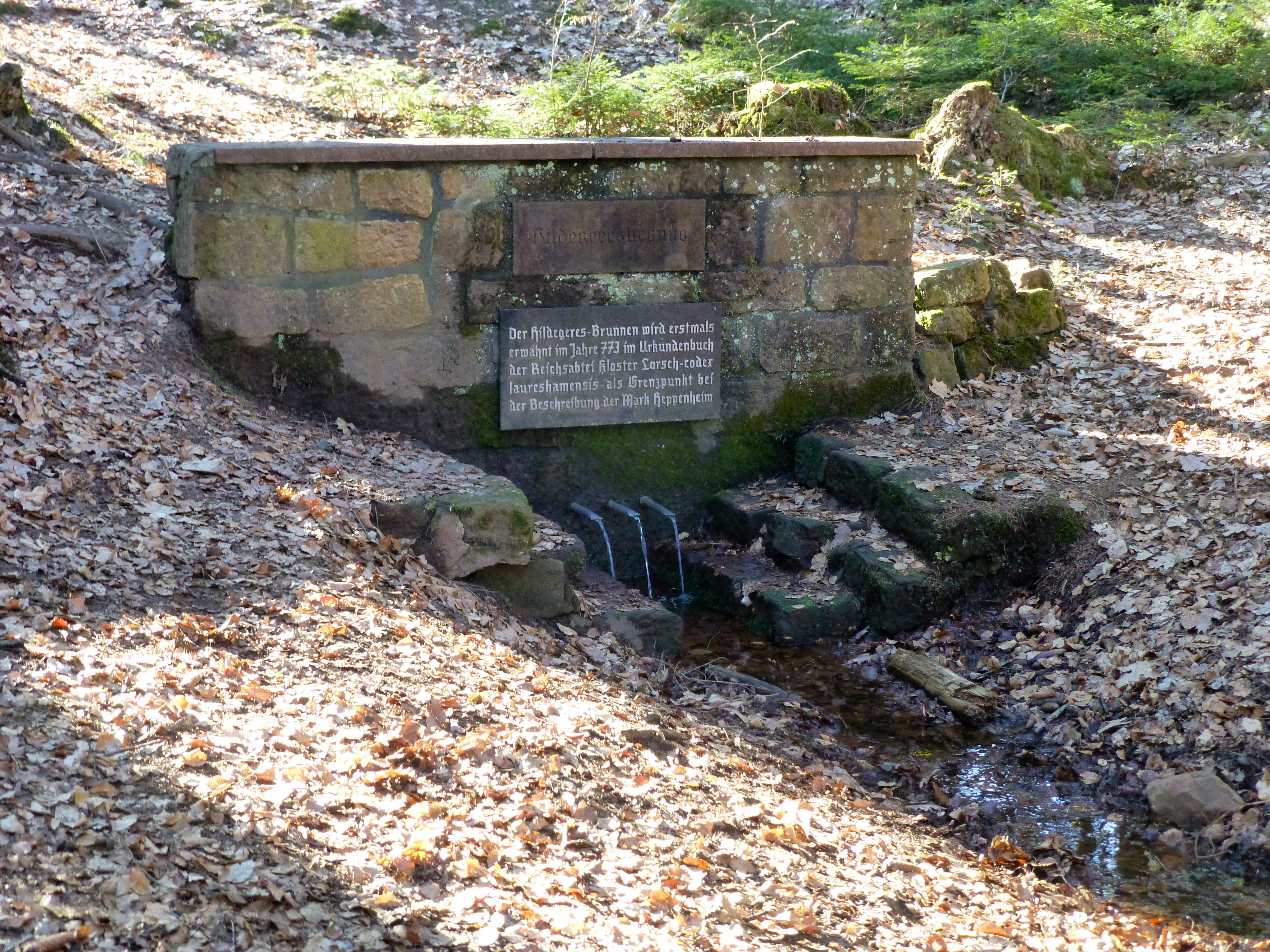
Hildegeresbrunnen im Fürther Centwald

### Natur und Schutzgebiete
In der Gemarkung Seidenbach gehören Waldgebiete zum ausgedehnten Natura2000-Schutzgebiet „Buchenwälder des Vorderen Odenwaldes“ (FFH-Gebiet 6218-302).
Der „Oberlauf der Weschnitz und Nebenbäche“ ist ebenfalls als FFH-Gebiet (6318-307) geschützt.
Mehrere Einzelbäume und eine Quelle, der Hildegeresbrunnen, sind als Naturdenkmale ausgewiesen.
- siehe auch Liste der Naturdenkmale in Fürth (Odenwald)

### Sport
Fürth besitzt vier Fußballvereine, den FC Fürth, SV Fürth, den SV Lörzenbach sowie den Internationalen Sport Club (ISC). FC und SV Fürth spielen im Stadion, SV Lörzenbach und ISC spielt im Ortsteil Lörzenbach. Weitere Sportvereine sind der SV Fahrenbach (Ringen), TSV Krumbach (Handball)*, TV Fürth (Handball, Leichtathletik)*, SV Hassia (Sportschützen), Schachklub, KSV (Rasenkraftsport), TSV Ellenbach (Tischtennis), Bob Club (Bobsport, Tennis).
* Im Bereich Handball bilden der TSV Krumbach und der TV Fürth seit 2007 eine Spielgemeinschaft - die HSG Fürth/Krumbach.

### Regelmäßige Veranstaltungen
- Januar: Neujahrsempfang
- Juni: Johannismarkt
- November: Martinsmarkt[55]
- Dezember Weihnachtsmarkt

## Wirtschaft und Infrastruktur

### Flächennutzung
Das Gemeindegebiet umfasst eine Gesamtfläche von 3841 Hektar, davon entfallen in ha auf:
| Nutzungsart             | Nutzungsart             | 2011 | 2015 |
| ----------------------- | ----------------------- | ---- | ---- |
| Gebäude- und Freifläche | Gebäude- und Freifläche | 333  | 337  |
| davon                   | Wohnen                  | 220  | 219  |
|                         | Gewerbe                 | 15   | 18   |
| Betriebsfläche          | Betriebsfläche          | 23   | 23   |
| davon                   | Abbauland               | 12   | 12   |
| Erholungsfläche         | Erholungsfläche         | 16   | 17   |
| davon                   | Grünanlage              | 8    | 8    |
| Verkehrsfläche          | Verkehrsfläche          | 153  | 152  |
| Landwirtschaftsfläche   | Landwirtschaftsfläche   | 1896 | 1893 |
| davon                   | Moor                    | 0    | 0    |
|                         | Heide                   | 0    | 0    |
| Waldfläche              | Waldfläche              | 1379 | 1379 |
| Wasserfläche            | Wasserfläche            | 19   | 19   |
| Sonstige Nutzung        | Sonstige Nutzung        | 22   | 22   |

### Verkehr

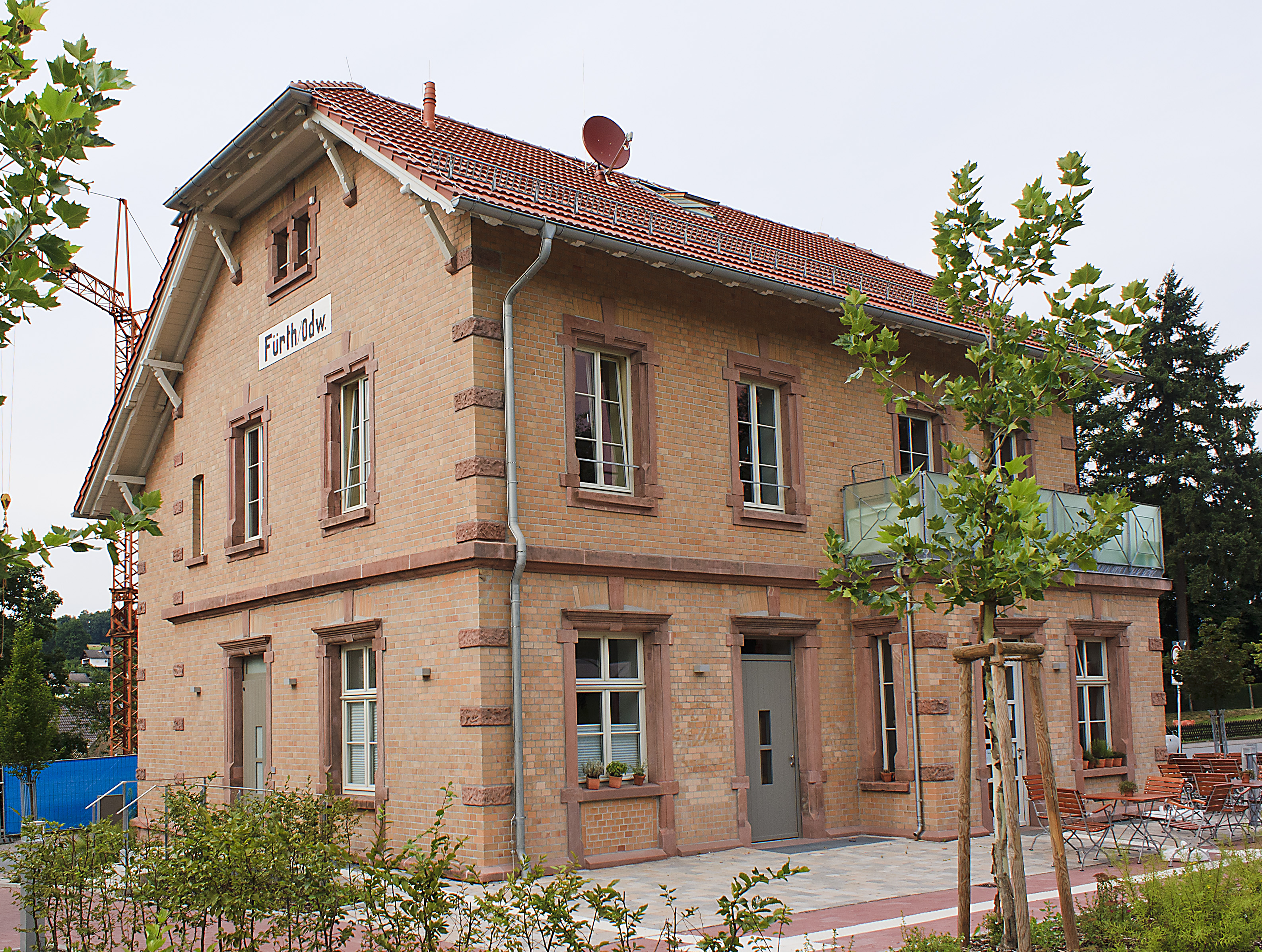
Bahnhof Fürth

Der Bahnhof Fürth ist Endpunkt der Weschnitztalbahn, auf der halbstündlich eine Regionalbahn nach Weinheim verkehrt. Durch Fürth führen in West-Ost-Richtung die als Siegfriedstraße bekannte Bundesstraße 460 und in Nord-Süd-Richtung die Bundesstraße 38. Beide Bundesstraßen vereinigen sich unterhalb der Kerngemeinde zu einer gemeinsamen Ortsdurchfahrt und trennen sich oberhalb wieder in verschiedene Richtungen.

### Bildung

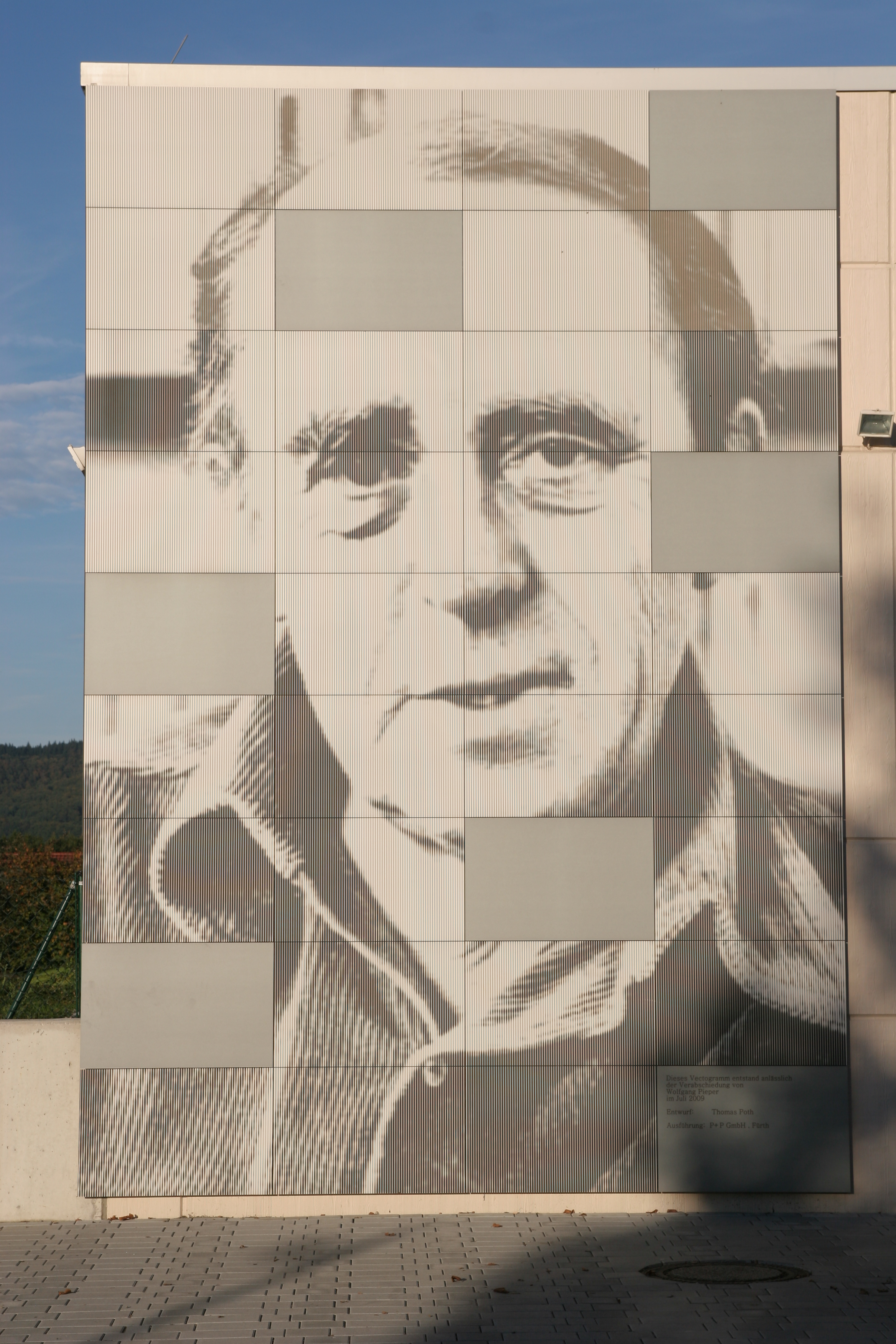
Heinrich Böll als Vectogramm an der Heinrich-Böll-Schule

Fürth besitzt zwei Grundschulen, die „Müller-Guttenbrunn-Schule“ und die „Schule am Katzenberg“ im Ortsteil Erlenbach (Die frühere Volksschule „Paul-Joseph-Schule“ im Ortsteil Erlenbach verlor 1973 durch den Zusammenschluss mit der Schule in Mitlechtern (Gemeinde Rimbach) diesen Namen. Sie war nach dem ehemaligen Lehrer Paul Joseph benannt, ungeachtet der Tatsache, dass dieser in der Zeit des Nationalsozialismus als glühender Adolf-Hitler-Anhänger und Parteigenosse bekannt war und das Klima gegen Andersdenkende zu dieser Zeit in Erlenbach entscheidend mitgeprägt hatte (vgl. auch den Aktenvorgang betr. Heimtückische Angriffe gegen Partei und Staat 1938/39, Notiz Tgb.Nr. 1216, Gend. Station, Fürth Odw.)) sowie eine integrierte Gesamtschule, die Heinrich-Böll-Schule mit etwa 900 Schülern.

## Töchter und Söhne
- Daniel Seitz (1759–1839), Amtmann, Politiker und Abgeordneter
- Johannes Adam Schütz (1775–1835), Bürgermeister von Fürth
- Johannes Keil (1809–1874), Bürgermeister von Fürth
- Bernhard Krauss (1810–1875), Arzt und Politiker
- Heinrich Bitsch (1901–1984), Schriftsteller, Dramatur und Kulturreferent, Ehemann von Antonie Bitsch
- Wolfgang Kunkel (1902–1981), Rechtshistoriker
- Rainer Rettig (* 1953), im Ortsteil Lörzenbach geborener Mediziner und Hochschullehrer
- Pascal Eisele (* 1992), Ringer